# Poltavai csata
A poltavai csata a nagy északi háború (1700–1721) döntő ütközete. A csata, illetve a háború után Svédország kihullott az európai nagyhatalmak sorából, és a keletkezett űrt új észak-európai vezető hatalomként Oroszország kezdte betölteni.
Az ütközet 1709. június 27-én (a Gergely-naptár szerint július 8-án) történt.

## Előzmények
XII. Károly svéd király a háború elején jelentős sikereket aratott (Koppenhága elfoglalásával) a dánok és a (narvai csatában) az oroszok ellen, és mindkét ellenfelét jelentősen meggyengítette. Az ezt követő hat évet, amíg a svédek Erős Ágost lengyel-szász fejedelem és király ellen hadakoztak, Nagy Péter nem töltötte tétlenül: nyugat-északnyugat felé terjeszkedett, megalapította Szentpétervár városát. Hozzáfogott hadseregének megreformálásához is, és az orosz erőket nyugati minták alapján szervezte újra és szerelte fel.
XII. Károly elfoglalta Lengyelországot, elkergette a trónról Erős Ágostot, majd 1708-ban ismét Oroszország ellen indult, és egészen Szmolenszkig jutott. A hideg és az élelmiszerhiány következtében serege jelentősen megfogyatkozott, ezért Ukrajnába vonult vissza, hogy feltöltse készleteit, és felvegye a kapcsolatot a szövetséges Mazepa hetman erőivel. Ugyanebben az évben Lewenhaupt tábornok vezetésével egy erős svéd hadoszlop indult el Rigából dél felé, hogy erősítést és utánpótlást vigyen Károlynak. Az újjászervezett orosz sereg azonban október 9-én, Lesznaja falu (ma: Ljasznaja, Fehéroroszország, Mahiljovi terület, Szlavharadi járás) mellett meglepetésszerű vereséget mért Lewenhauptra, aki csapatai maradékával (kb. 6000 emberrel), de minden utánpótlás nélkül átvágta magát Károlyhoz. Így a svédek nehéz helyzetbe kerültek: el tudták ugyan látni magukat, de sok volt a sebesültjük és betegük, lőszerkészleteiket pedig nem tudták pótolni (a csata idejére az ágyúkhoz már egyáltalán nem maradt lőpor).
Az 1709-es év tavaszán a svédek Poltava város ostromához fogtak, mire a magabiztos Nagy Péter jelentős sereget (kb. 49 000 főt és egy külön érkező, kb. 3000 fős kalmük segédcsapatot) küldött a város felmentésére.

## A csata

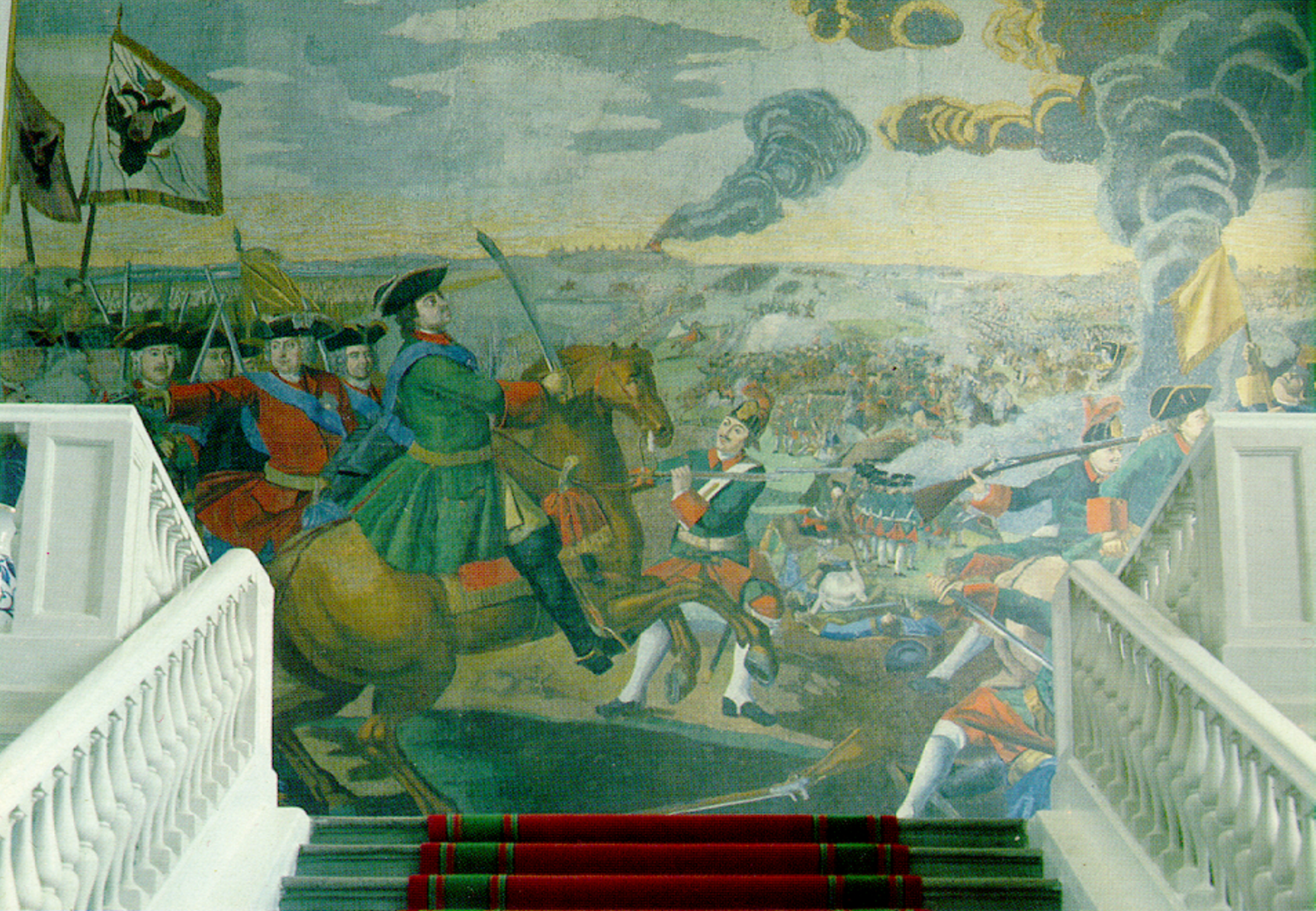
A poltavai csata (Mihail Lomonoszov mozaikja)

A csata kezdetekor Károlynak 14 000 ember állt rendelkezésére, míg Péternek 45 000, (ukrán és kozák segédcsapatokkal, a kalmükök még nem érkeztek be). XII. Károly június 17-én megsebesült az ostromban, ezért a svéd csapatokat Rehnskiöld és Lewenhaupt tábornokok irányították, akik között a viszony feszült volt. További problémát okozott, hogy a parancsnokcsere híre nem jutott el minden svéd egységhez. 
Az oroszok elterelő hadművelet keretében lerohanták a svédekkel szövetséges zaporizzsjai kozákok szállásterületét, ezért azok hazatértek, tovább gyengítve a svéd erőket.
A csata június 28-án hajnali 3:45-kor kezdődött. A svéd csapatok merész rohamot indítottak az oroszok megerősített állásai ellen, és a jobban képzett svéd gyalogság visszavonulásra késztette a védekező oroszokat. A már reggel nagy hőségben azonban hamarosan a támadók is kifulladtak, így visszavonultak, hogy rendezzék soraikat. Roos svéd tábornok mintegy 2600 katonájával azonban egy félreértés miatt nem vonult vissza, ezért az oroszok elkülönítették és bekerítették, majd miután a svédek súlyos veszteségeket szenvedtek és elfogyott a lőszerük, megadták magukat a sáncokat visszafoglaló 4000 orosznak.
9 órakor a svéd gyalogság ismét megindult előre. 4000 svéd állt szemben 20 000 orosszal, akik ráadásul elsöprő kartácstűzzel támadták az óriási veszteségeik ellenére rendületlenül előrenyomuló svédeket (a svéd tüzérség lőporhiány miatt nem tudott válaszolni).
Amikor már csak 100 méterre voltak egymástól, a védekező gyalogság tüzet nyitott a támadókra. A svéd csapatok a védőktől 30 méterre indították meg rohamukat, és még a korábban elszenvedett hatalmas veszteségek ellenére is kis híján áttörték az orosz vonalat. A svéd lovasság azonban késlekedett, és a jóval szélesebb orosz arcvonal egy Cannae-szerű manőverrel átkarolta, majd bekerítette a svéd gyalogosokat. Az ekkor érkező svéd lovasság megpróbálta a bekerített századokat kiszabadítani, és öngyilkos rohamokat indított a fegyelmezetten védekező orosz gyalogság ellen.
XII. Károly, aki hordágyáról kísérte figyelemmel a csatát, 11 órakor rendelte el a visszavonulást. Délre már mindennek vége volt: az orosz lovasság felszámolta a csatatéren a még ellenállni próbáló, vagy a visszavonulásból lemaradt svédeket, majd visszatért az állásaiba. Károly csapatait összegyűjtve, déli irányba megkezdte a visszavonulást. A főparancsnok, Rehnskiöld fogságba esett, a megmaradt csapatokat Lewenhaupt vezette át Dnyeper folyón. A kalmük lovasság üldözőbe vette, és három nap múlva július 1-jén Perevolocsna település mellett megadásra kényszerítette őket.

## Eredmény
A svédekkel szövetséges Ivan Sztepanovics Mazepa hetman kozák seregének katonái a csata után azonnal átálltak az oroszok oldalára.
A több ezernyi svéd hadifoglyot Szentpétervárra hurcolták, ahol az építkezési munkálatokban „segédkeztek”, a sereg maradványainak más részei egészen Magyarországig menekültek, ahol II. Rákóczi Ferenc szolgálatába állva harcoltak a romhányi csatában. Károly 1500 emberrel az oszmán uralom alatt lévő Moldvába vonult vissza, ahol a törökök elfogták őket. Öt évet töltött itt a király, míg végül visszatért Svédországba. Szökésekor kisebb csatába bonyolódott a törökökkel Bendernél. A háború hivatalosan csak 1721-ben, a nystadi békével ért véget, de a poltavai vereség után már nem volt kétséges, hogy a háborút a felemelkedő Orosz Birodalom nyeri meg, amely megkezdi további terjeszkedését.

## A svédek bukása
Svédország nagyhatalmi pozícióját a 17. században vívta ki II. Gusztáv Adolf, mely a háború elvesztésével Poltavánál áldozott le: az addig gyenge oroszok Európa legjobbnak tartott seregét verték meg. A poltavaival némi párhuzamot mutat a több mint száz évvel korábbi kircholmi csata, amelyben a IX. Károly svéd király vezette, hasonló létszámú, de képzettebb, felszereltebb svéd seregre mért katasztrofális vereséget egy, az orosznál kisebb és gyengébben felszerelt lengyel haderő. Az a vereség mégsem volt olyan megrendítő, mint a poltavai, amelyben a lőszer- és élelmiszerhiánnyal küzdő, kimerült és demoralizált svéd katonáknak esélyük sem volt a túlerőben lévő oroszok ellen.

## Bibliográfia
- G. Adlerfelt, The Military History of Charles XII, King of Sweden, Written by the Express Order of His Majesty. London, 3 vols, 1740.
- Peter Englund, The Battle That Shook Europe: Poltava and the Birth of the Russian Empire. London, 1992, 288 oldal
- Angus Konstam, Poltava 1709, Russia Comes of Age. Osprey Campaign #34. Osprey Publishing, 1994, 96 oldal
- Robert K. Massie, Peter The Great: His Life and Times Ballantine Books; 1981. 932 oldal,